# Dichotomius maya
Dichotomius maya är en skalbaggsart som beskrevs av Peraza och Deloya 2006. Dichotomius maya ingår i släktet Dichotomius och familjen bladhorningar. Inga underarter finns listade i Catalogue of Life.